# Anna Härmälä

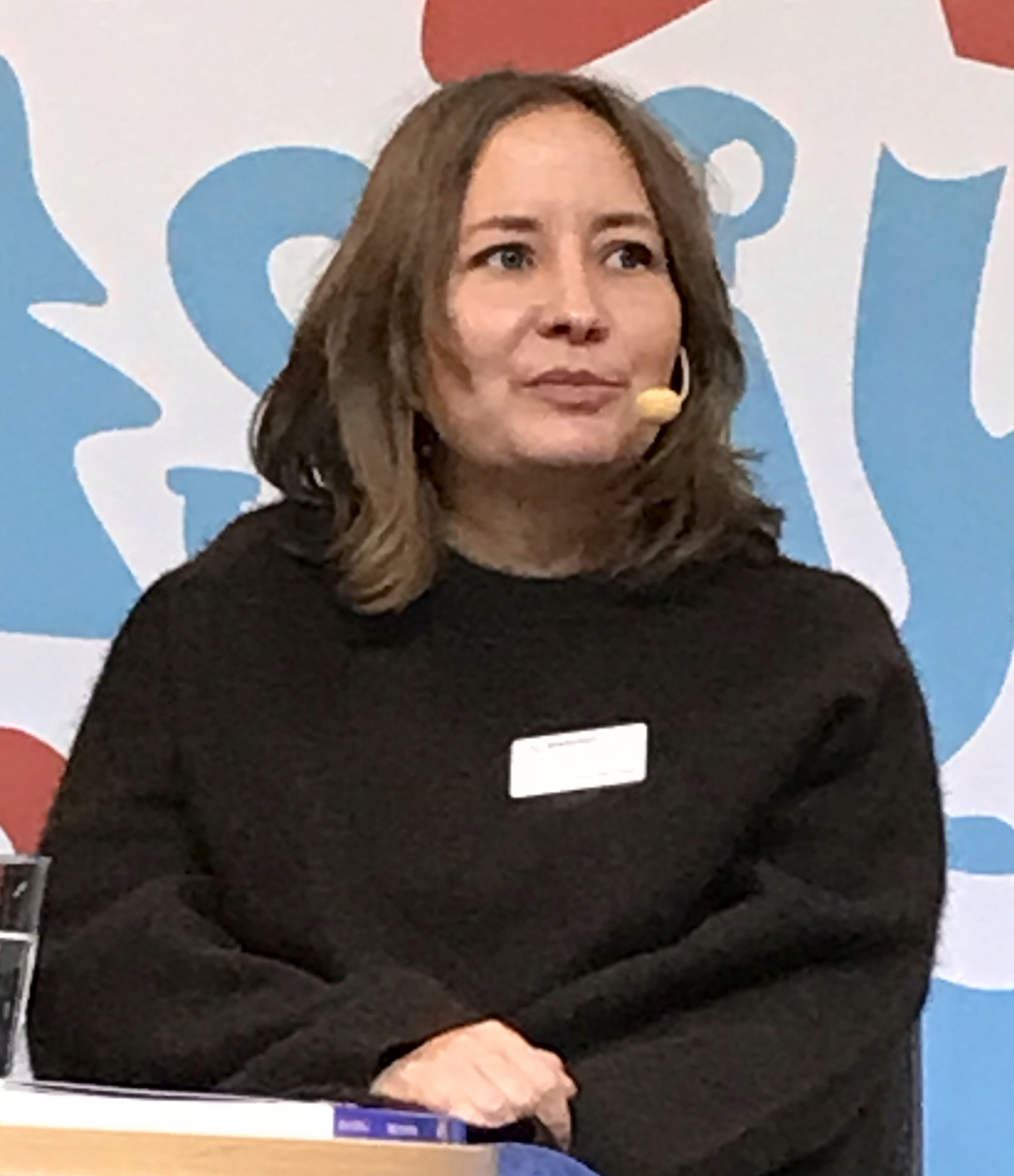
Anna Härmälä på Bokmässan i Göteborg 2024

Anna Härmälä, född 1981, är en finländsk lärare, illustratör och serietecknare.
Härmälä har gett ut flera barnböcker. Hon har även illustrerat undervisningsmaterial för specialundervisning i matematik, i serien "Min/Vår siffervärld".
Härmälä har 2024 blivit uppmärksammad med sin serieroman Singelmamman som hon tillägnat de som kämpar med föräldraskapet och särskilt dem som gör det ensamma. Hon gör en kärnfull gestaltning av den bistra situation som Härmälä själv befann sig i då hon blev mamma och hennes man kort efter förlossningen utan förvarning lämnade henne för en annan. Recensenten Fredrik Strömberg ser boken som tematiskt näraliggande Cecilia Torudds "Ensamma mamman" men som fångat upp den utveckling och förändring som skett i såväl samhälle som seriekonst sedan 1980-talet.
Härmälä var sommarpratare i Yle:s Vegas sommarpratare den 8 juli 2024.

### Barnböcker
- (på finska) Sinä et kuulu tänne Beiron. 2011. Libris 20058586. ISBN 9789515021267
  -  Du hör inte hit, Beiron. Helsingfors: Schildts. 2011, ny utgåva 2016. Libris 12316286. ISBN 9789515021281
- (på finska) Sinä päätät itse, Jori. Översättning: Ilvas Mirjam. Helsinki: Schildts & Söderströms. 2013. Libris 14937382. ISBN 978-951-52-3248-9
  -  Du bestämmer själv, Jori. Helsingfors: Schildts & Söderströms. 2013. Libris 14672572. ISBN 9789515232335
- (på finska) Suruposki. Översättning: Ilvas Mirjam. Helsinki: Kustantamo S&S. 2016. Libris 19955565. ISBN 9789515239839
  -  Burman. Helsingfors: Schildt & Söderström. 2016. Libris 19414947. ISBN 9789515240101
- Kort från Farmor Flyttfågel. Helsingfors: Schildts & Söderströms. 2019. Libris 8jqlxjxk61x96h4m. ISBN 9789515248046
  -  (på finska) Postikortteja mummi Muuttolinnulta. Översättning Heli Ikäheimo. Helsingfors: Kustantamo SS. 2019. ISBN 9789515247100